# Liste der Monuments historiques in Thimonville
Die Liste der Monuments historiques in Thimonville führt die Monuments historiques in der französischen Gemeinde Thimonville auf.

## Liste der Objekte
| Bezeichnung | Beschreibung                                                                                            | Standort                      | Kennzeichnung | Schutzstatus | Datum | Bild |
| ----------- | --- | ----------------------------- | ------------- | ------------ | ----- | ---- |
| Hauptaltar  | Retabel, Tabernakel, Expositionsnische und vier Skulpturen; Holz, farbig gefasst und vergoldet, um 1800 | in der Kirche St-Alban (Lage) | PM57000705    | Classé       | 2008  |      |